# Giovanni Passerini
Giovanni Passerini (16 de junio de 1816 - 17 de abril de 1893) fue un botánico, micólogo, pteridólogo, y entomólogo italiano.

## Biografía
Enseñó botánica en la Universidad de Parma, y fue el autor de muchas publicaciones científicas sobre áfidos. Sus colecciones de 5.500 ejemplares subdivididos en 52 géneros y 89 especies, se hallan actualmente formando parte del Museo de Historia Natural de la Universidad de Parma.
De 1843 a 1893, fue director del Jardín botánico de Parma.
Con Giuseppe Gibelli (1831-1898) y Vincenzo de Cesati (1806-1883), fueron los autores de Compendio della flora italiana, un compendio de la Flora de Italia, publicada en 35 volúmenes entre 1868 a 1886.

## Algunas publicaciones
- 1852. Flora dei contorni di Parma esposta in tavole analitiche con alquante nozioni generali intorno alle piante ... Ed. tipografia Carmignani, 408 pp.

- 1856. Gli insetti autori delle galle del Terebinto e del Lentisco insieme ad alcune specie congeneri. Giornale Giardini Orticolt. 3: 258-265

- 1858. Chimica agraria lettere chimiche del barone G. Liebig. Ed. Tip. Reale, 266 pp.

- 1860. Gli afidi con un prospetto dei generi ed alcune specie nuove Italiane. Parma : Tipografia Carmignani 40 pp.

- 1863. Aphididae Italicae hucusque observatae. Arch. Zool. Anat. Fisiol. 2: 129-212

- 1888. Diagnosi di funghi nuovi. Ed. R. Accademia dei Lincei, 105 pp.

- 2011. Flora Italiae Superioris Methodo Analytic: Thalamiflorae Praemissa Synopsi Familiarum Phanerogamiae. Reimpreso de BiblioBazaar, 156 pp. ISBN 1246254611, ISBN 9781246254617

## Honores
- 1875 primer presidente de la Sección parmense del Club Alpino Italiano
- 1883 socio de Lincei

### Eponimia
- (Asclepiadaceae) Stapelia passerini Tod.[2]

- (Liliaceae) Tulipa passeriniana Levier[3]